# Diggins (Misuri)
Diggins es una villa ubicada en el condado de Webster en el estado estadounidense de Misuri. En el Censo de 2010 tenía una población de 299 habitantes y una densidad poblacional de 119,38 personas por km².

## Geografía
Diggins se encuentra ubicada en las coordenadas 37°10′25″N 92°51′5″O / 37.17361, -92.85139. Según la Oficina del Censo de los Estados Unidos, Diggins tiene una superficie total de 2.5 km², de la cual 2.5 km² corresponden a tierra firme y (0.1%) 0 km² es agua.

## Demografía
Según el censo de 2010, había 299 personas residiendo en Diggins. La densidad de población era de 119,38 hab./km². De los 299 habitantes, Diggins estaba compuesto por el 97.66% blancos, el 0.33% eran afroamericanos, el 0% eran amerindios, el 0% eran asiáticos, el 0% eran isleños del Pacífico, el 0.67% eran de otras razas y el 1.34% pertenecían a dos o más razas. Del total de la población el 1% eran hispanos o latinos de cualquier raza.